# 長尾林鴞

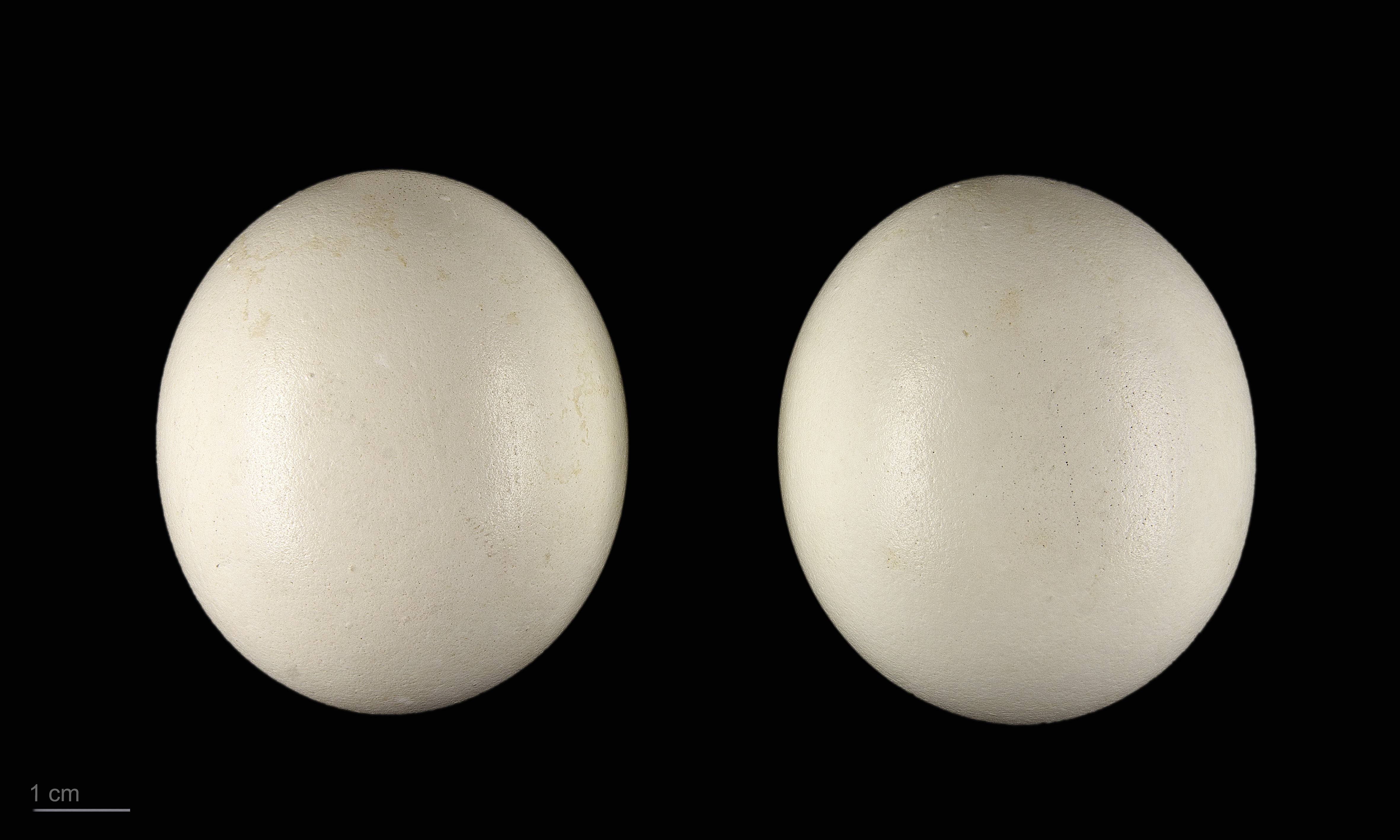
長尾林鴞亞種 Strix uralensis uralensis 的卵

長尾林鴞（學名：Strix uralensis），是一種中等大小及夜間活動的貓頭鷹，在歐洲及亞洲北部有達15個亞種。

## 特徵
長尾林鴞比烏林鴞細小，但較灰林鴞大。它們的羽毛較為淡色，呈淡灰褐色，後枕及上背有深褐色的斑紋。頭部很圓，面部呈淡灰色，喙呈橙黃色，眼睛細小及呈黑色。它們的尾巴很長及呈楔狀，上尾有深色斑紋，雙翼很圓。它們的飛行很直接。雄鳥及雌鳥相似，並沒有季節性的變更。它們約長50-59厘米，雄鳥翼展達115厘米，雌鳥的也有125厘米。雄鳥重540-730克，雌鳥則重720-1200克。

## 分佈及棲息地
長尾林鴞分佈在歐洲及亞洲，由東面的庫頁島、日本及韓國至西面的斯堪地那維亞。北方臨界北緯65°，南方至北方針葉林的盡頭。在中歐的山區有S. u. macroura的遺種群。在波蘭東北部及斯堪地那維亞的種群是S. u. liturata，而在西伯利亞西部的則是指名亞種S. u. uralensis。
長尾林鴞的北方群落棲息在與烏林鴞相似的地方，喜歡在低地森林築巢，但會避開密林及針葉林。在中歐的群落則喜歡落葉林。它們一般會棲息在開放的林地，尤其是潮濕的地區。

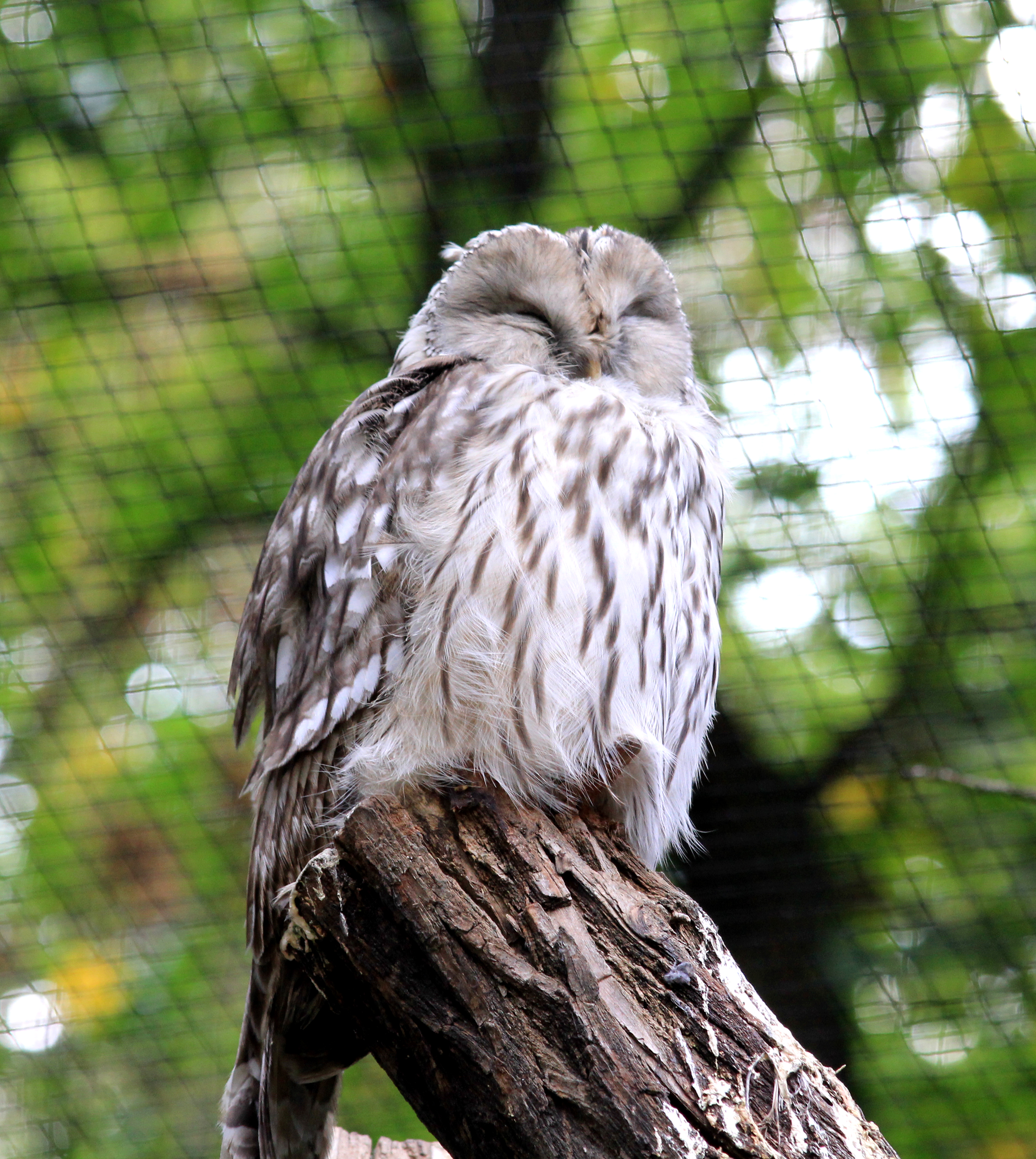
Ural owl in Prague Zoo.
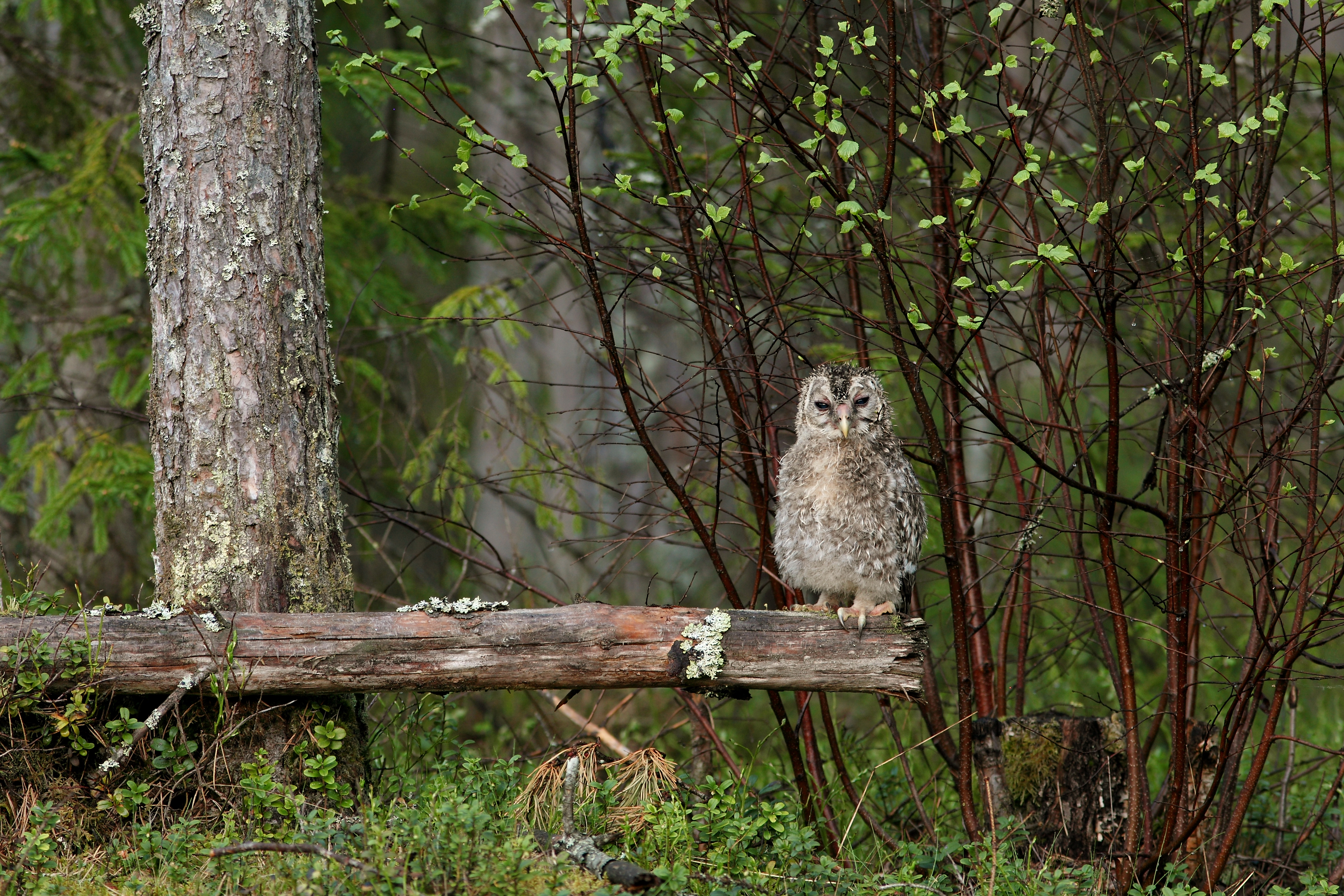
A young Ural owl who has just left the nest. Albu Parish, Estonia.

## 習性
長尾林鴞會在樹穴中築巢，有時也會利用猛禽的舊巢。它們一般會生2-4顆蛋，需27-34天來孵化。雛鳥要4星期大才離開鳥巢，要直至6星期大才懂飛行。它們帶有攻擊性，在地盤內會追打猛禽及人類入侵者。
長尾林鴞吃齧齒目及中等至大型的鳥類，如松鴉、柳雷鳥及斑尾林鴿。它們的叫聲可以遠達2公里。

## 外部連結
- Austrian Ural owl Competence Centre （页面存档备份，存于） （英文）